# Jeff Francis
Pour les articles homonymes, voir Francis.
Jeffrey William Francis (né le 8 janvier 1981 à Vancouver, Colombie-Britannique, Canada) est un lanceur gaucher de la Ligue majeure de baseball. 

## Carrière

### Rockies du Colorado

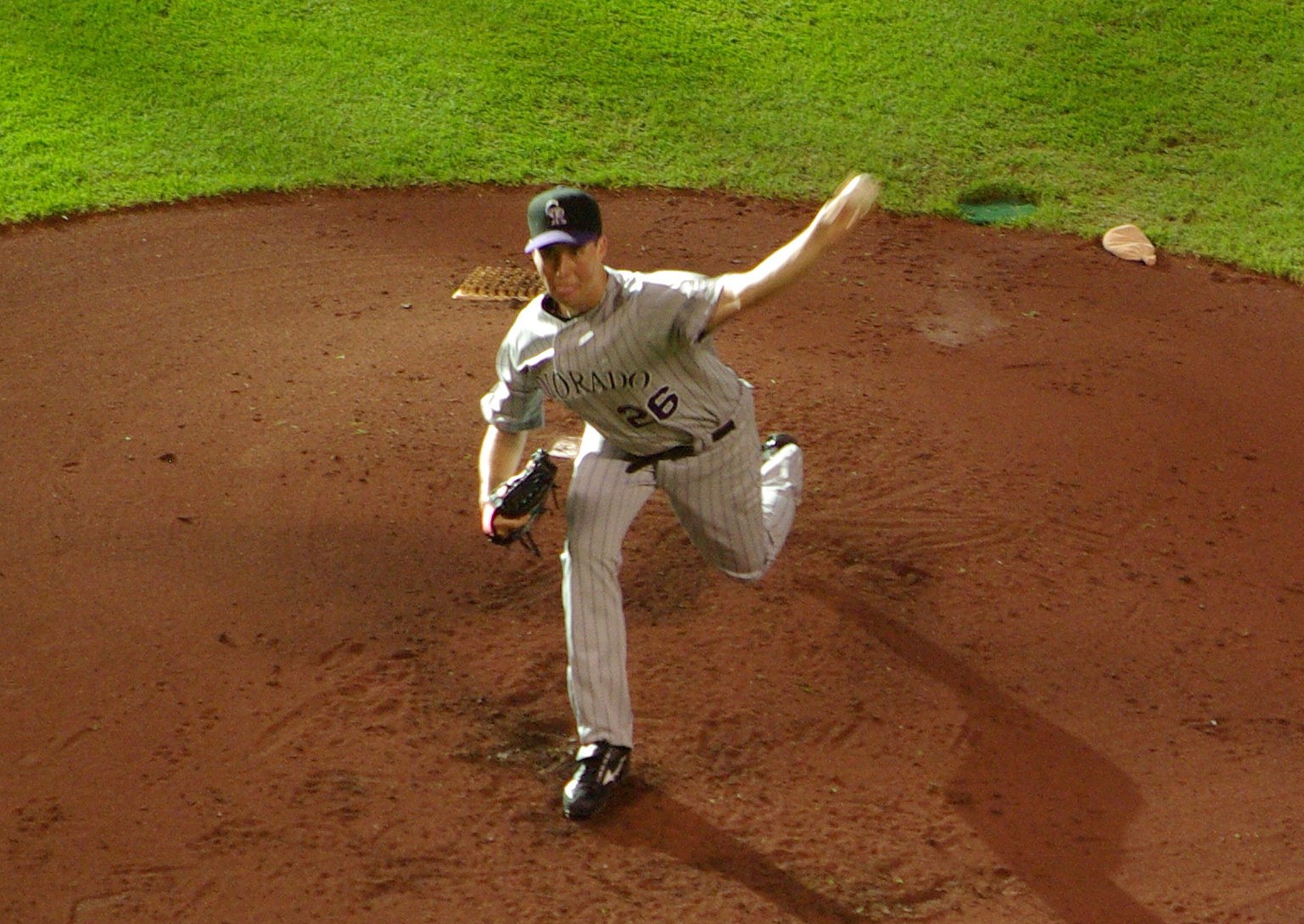
Jeff Francis en 2010 avec Colorado.

Choisi au premier rang (9e au total) par les Rockies du Colorado en 2002, Jeff Francis est nommé joueur par excellence des ligues mineures de baseball en 2004 par Baseball America et le USA Today. Il fait ses débuts dans les majeures pour Colorado le 25 août 2004, alors qu'il accorde six points, dont trois coups de circuit, dans un revers de 8-1 contre Atlanta. Il savoure sa première victoire le 5 septembre contre San Diego, alors qu'il blanchit les Padres pendant cinq manches et un tiers.
À sa saison recrue en 2005, le lanceur gaucher présente un dossier de 14-12. Sa fiche est de 13-11 la saison suivante.
En 2006, il représente le Canada à la Classique mondiale de baseball.
En novembre 2006, il signe avec les Rockies un contrat de quatre ans d'une valeur de 13.25 millions de dollars US, assorti d'une option pour la cinquième saison.
En 2007, il connaît la meilleure saison de sa jeune carrière avec 17 victoires contre 9 défaites, et un sommet personnel de 165 retraits sur des prises. En séries éliminatoires, il remporte une victoire dans chacun des deux premiers tours, pour aider les Rockies à atteindre la Série mondiale pour la première fois de leur histoire. Lors d'une victoire de 4-2 sur les Phillies de Philadelphie le 3 octobre 2007 en Série de division, Francis devient le premier lanceur partant canadien à remporter une décision gagnante dans un match éliminatoire. Le 24 octobre, Francis devient le premier lanceur canadien à entamer une Série mondiale comme partant. Il sera cependant le lanceur perdant dans la défaite de Colorado contre Boston.
Il connaît une saison 2008 difficile, à l'instar de son équipe, et présente un dossier de 4-10 avec une moyenne de points mérités de 5,01. Il est placé sur la liste des blessés en juin et juillet. Il subit une opération à l'épaule gauche qui le contraint à rater toute la saison 2009.
De retour en 2010, il joue 20 parties, dont 19 départs, pour Colorado. Sa fiche est de 4-6 avec une moyenne de 5,00. 

### Royals de Kansas City

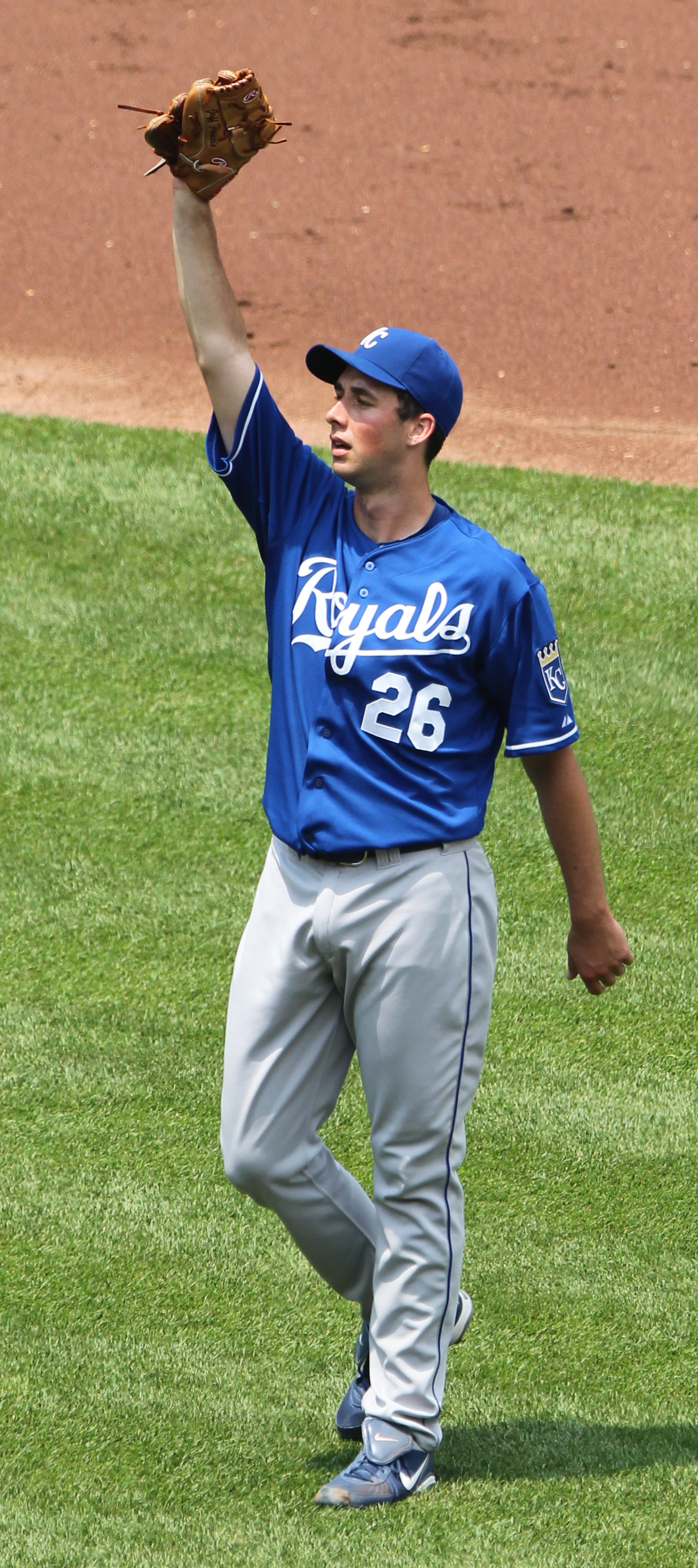
Jeff Francis en 2011 avec les Royals.

Devenu agent libre après la saison 2010, il signe un contrat de deux millions de dollars pour la saison 2011 avec les Royals de Kansas City.
Francis effectue 31 départs pour les Royals en 2011. Il est crédité de 6 victoires mais encaisse aussi 16 défaites. Sa moyenne de points mérités s'élève à 4,82 en 183 manches lancées. En revanche, il demeure en santé et accepte autant de travail au monticule pour la première fois depuis la saison 2007. Il devient agent libre à nouveau après cette année à Kansas City.

### Retour chez les Rockies
Le 8 février 2012, Francis rejoint les Reds de Cincinnati via un contrat des ligues mineures mais il n'obtient pas de poste avec le club et est assigné au club-école avant d'être libéré sans avoir joué un match pour Cincinnati.
Il retourne au Colorado lorsqu'il signe avec les Rockies le 8 juin 2012. Un laborieux retour se solde par une défaite le 9 juin aux mains des Angels. Sa moyenne de points mérités s'élève à 5,58 en 24 départs et 113 manches lancées en 2012 pour Colorado, avec 6 victoires et 7 défaites.
Sa saison 2013 est encore plus décevante. Sa moyenne s'élève à 6,27 en 70 manches et un tiers lancées. Il gagne 3 parties et en perd 5. Les Rockies ne lui confient la balle que pour 11 départs et l'envoie lancer en relève à 12 reprises.

### Reds de Cincinnati
Le 13 janvier 2014, Francis accepte un contrat des ligues mineures proposé par les Reds de Cincinnati. Il ne joue qu'un match pour Cincinnati lorsqu'il est rappelé des mineures pour amorcer l'un des volets d'un programme double face aux Padres de San Diego le 15 mai 2014, rencontre qui se solde par une défaite pour le lanceur canadien.

### Athletics d'Oakland
Le 18 mai 2014, Francis est réclamé au ballottage par les A's d'Oakland. Il lance 13 manches et un tiers en 9 sorties en relève pour les A's mais sa moyenne s'élève à 6,08 avec une défaite. C'est avec Oakland qu'il réalise, le 28 juin 2014 dans un match remporté en 14 manches sur les Marlins de Miami, le premier sauvetage de sa carrière.

### Yankees de New York
Le 11 juillet 2014, Oakland transfère Francis aux Yankees de New York contre un joueur à être nommé plus tard. Il est libéré le 5 août suivant après seulement une manche et deux tiers lancée en deux sorties en relève. Il remporte une victoire dans l'une de ces deux rencontres.

### Blue Jays de Toronto
Le 31 octobre 2014, Francis signe un contrat des ligues mineures avec les Blue Jays de Toronto. Il apparaît dans 14 matchs pour les Jays en 2015 mais accorde 15 points mérités en 22 manches lancées.